# The Darkest Hour (film 1916)
The Darkest Hour è un cortometraggio muto del 1916 diretto da James W. Horne.
Dodicesimo e ultimo episodio del serial cinematografico Stingaree.

## Produzione
Il film fu prodotto dalla Kalem Company.

## Distribuzione
Distribuito dalla General Film Company, il film - un cortometraggio in due bobine - uscì nelle sale cinematografiche USA il 9 febbraio.